# Morpho penelope
Morpho penelope är en fjärilsart som beskrevs av Weber 1963. Morpho penelope ingår i släktet Morpho och familjen praktfjärilar. Inga underarter finns listade i Catalogue of Life.